# موی آبی

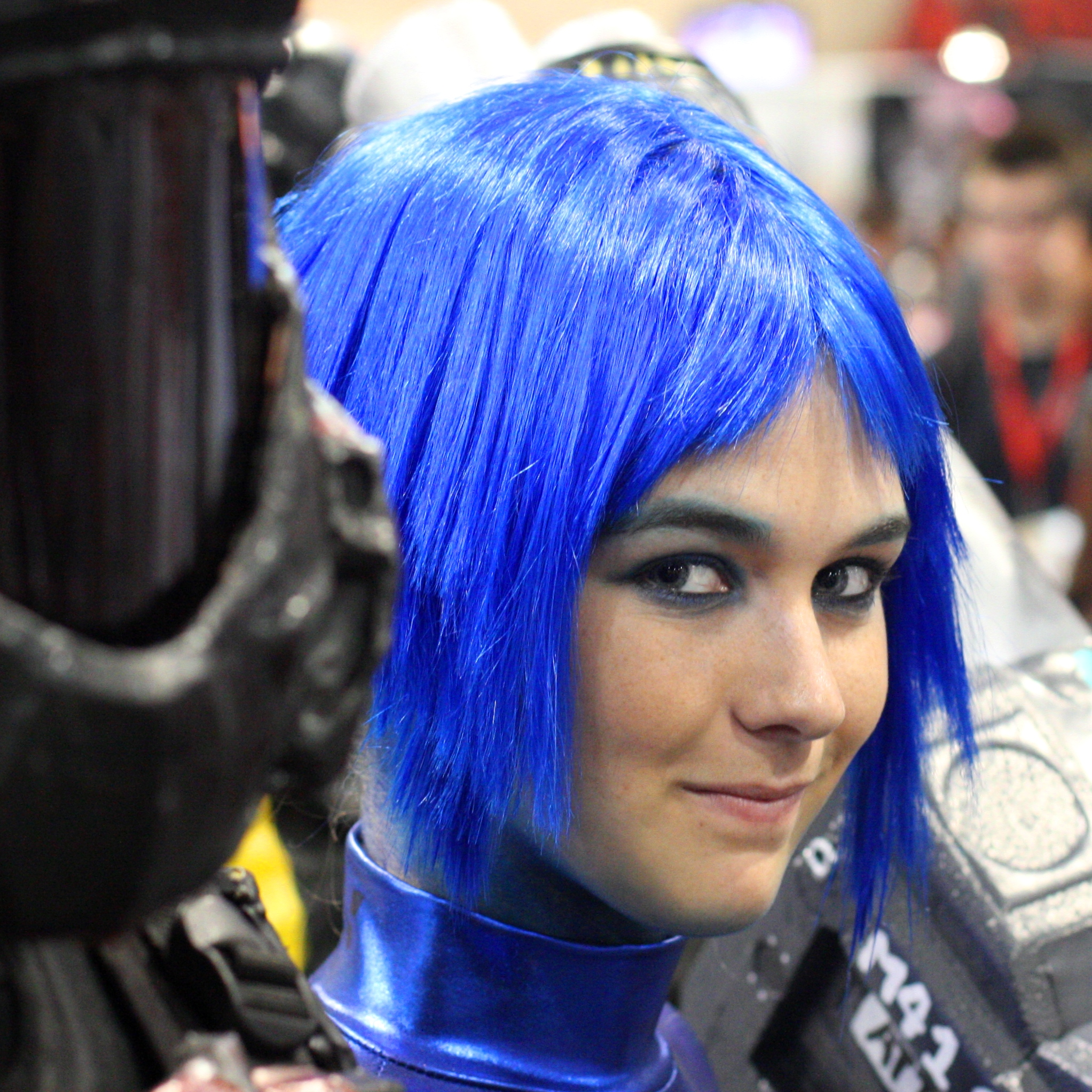
زنی با موهای آبی

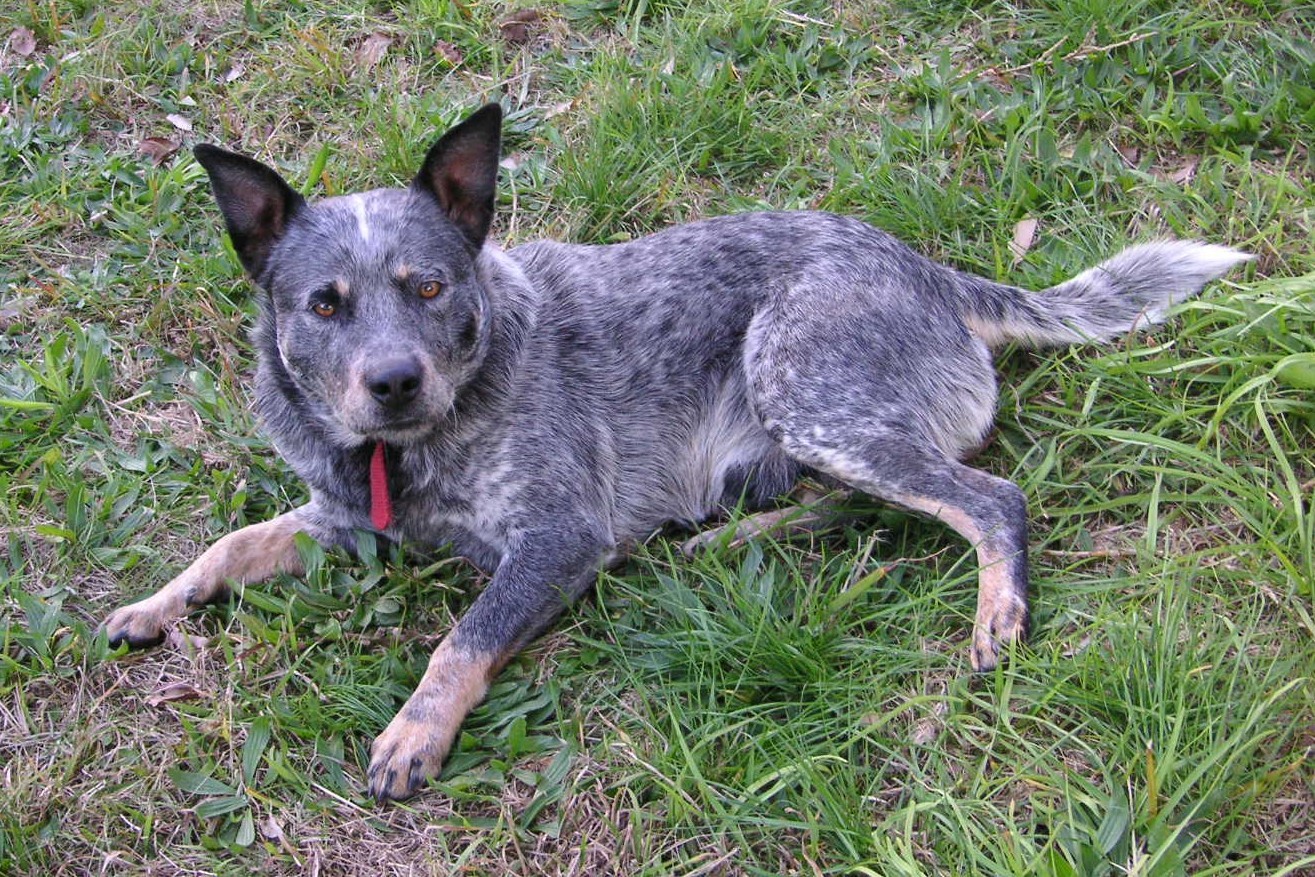
یک سگ استرالیایی موآبی

موهای آبی به‌طور طبیعی از رنگدانه‌های موی انسان به وجود نمی‌آید، اگرچه موهای برخی از حیوانات، آبی توصیف می‌شود. برخی از انسان‌ها با موهای سیاه مایل به آبی متولد می‌شوند (که به آن موهای «آبی‌سیاه» یا پرکلاغی نیز می‌گویند) که سیاه رنگ است و در زیر نور، سایه‌هایی از رنگ آبی نیز در آن دیده می‌شود است.
تاریخچه استفاده از موی آبی در ادبیات و هنر طولانی است.

## مد

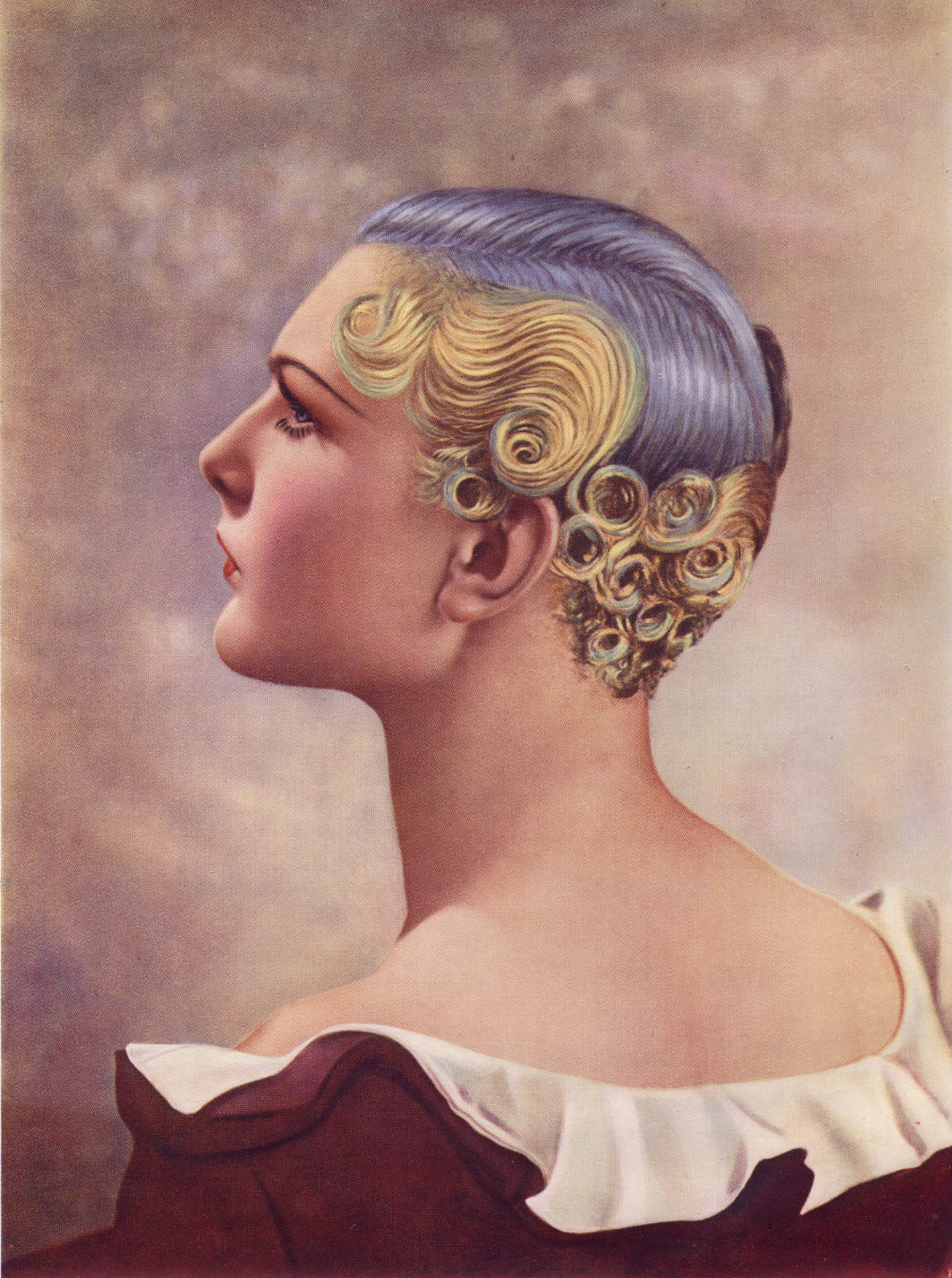
این مدل برندهٔ جایزهٔ اول در نمایشگاه مُد آرایشگری لندن در سال ۱۹۳۵ شد. روند کوتاه‌تر شدن مو ادامه یافته و باعث نمایان شدن گردن و گوش‌ها شده است. جلوهٔ رنگی با افزودن رنگ‌دانه‌ها به محلول حالت‌دهنده به دست آمده است.

چارلز فاکس، سیاستمدار انگلیسی در قرن هجدهم، در جوانی طرفدار مد بود و موهای خود را با پودر آبی، رنگ می‌کرد.
در سال‌های ۱۹۱۳–۱۹۱۴، درست قبل از جنگ جهانی اول، رنگ آمیزی موهای روشن با سایه‌های عجیب و غریب مانند آبی، بنفش یا زمردی رایج شده بود. این کار از پاریس آغاز شد و سپس در شهرهای دیگری مانند لندن گسترش یافت. در سال ۱۹۲۴، اولین آرایشگر مشهور، مسیو آنتوان، موهای سگ خود را آبی رنگ کرد. یک مشتری با نفوذ، لیدی السی دی ولف مندل، همین استایل را انتخاب کرد و آغازگر این مد جدید شد. بعداً در قرن بیستم، خانم‌های مسن برای پنهان کردن موهای خاکستری خود، از رنگ آبی استفاده می‌کردند. ملکه مادر شخصی بود که باعث افزایش محبوبیت برای این مد در دوره پس از جنگ جهانی دوم شده بود.

## وقایع بیولوژیکی در انسان
موی کارگرانی که به‌طور مرتب با کبالت یا نیل در تماس نزدیک هستند، ممکن است آبی شود. این امر به دلیل مخلوط شدن گرد و غبار این ذرات با فولیکول‌های مو است. در این موارد این رنگ فقط یک رنگ سطحی روی مو نیست، بلکه رنگ واقعی مو است.

## بازنمایی‌های هنری
موهای آبی به عنوان «زیبایی‌شناسی مقدس» در مصر باستان و بین‌النهرین، جایی که از لاجورد در هنرهای مربوط به تشییع جنازه و مجسمه‌سازی استفاده می‌شده است، شناخته می‌شود.
در بسیاری از تصاویر رنگی قبایل آنگلوساکسون پس از عزیمت نیروهای رومی ، زنانی با موهای آبی دیده می‌شود.
تصاویر نشان‌دهنده بودا اغلب با موهای آبی و گاهی اوقات با یک سایه درخشان دیده می‌شود این کنوانسیون هنری بر عنصر آبی موجود در موهای «آبی سیاه» تأکید می‌کند که گفته می‌شود یکی از ۳۲ مشخصات فیزیکی ویژه بودا می‌باشد. .

## بازنمایی‌های ادبی

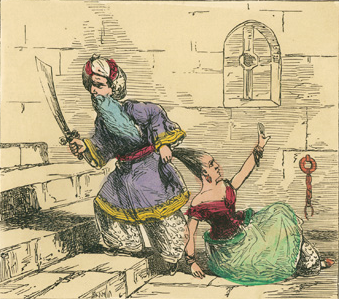
نقاشی قدیمی از مردی با ریش آبی

در برخی از کارهای هومر گفته می‌شود که شخصیت‌ها هنگام عصبانیت یا فشار شدید عاطفی، مو یا ابروهایی به رنگ آبی تیره (آبی دریایی) دارند. به عنوان مثال، ریش ادیسه هنگام بازگشت به خانه برای مقابله با خواستگاران همسرش آبی تیره می‌شود. سایر خدایان یونانی نیز با موهایی آبی نشان داده می‌شوند. این تصاویر ممکن است از اسطوره‌های مصری نشأت گرفته باشند که در آن گفته می‌شود خدایان موی لاجوردی دارند. به همین ترتیب، شخصیت‌های کتاب مقدس، مانند حوا، لیا و راشل، اغلب با رنگ موی «آبی آسمانی» به‌تصویر کشیده شده‌اند.

## بازنمایی در رسانه‌های تصویری
شخصیت انیمیشن مارج سیمپسون با موهای آبی به‌تصویر کشیده شده است. شخصیت جوک چرچ و بیکمن نیز موهایی آبی دارند که به گفته سازنده، یک نسخه قدیمی از سوپرمن است که رنگ موهایش آبی است.
شخصیت‌های انیمه گاهی اوقات موهای آبی دارند، از جمله «بولما» از سری محبوب دراگون بال، «سون گوکو» و وجتا از همان مجموعه که وقتی به سوپرسایان تبدیل می‌شوند، می‌توانند موهای خود را به آبی تبدیل کنند. انیمه دیگری، معروف به هیموتو! اومارو چان شخصیت سیلفین ولفورد را دارد که موهایش به رنگ آبی آسمانی است.
در رمان گرافیکی آبی گرم‌ترین رنگ دنیاست و اقتباس فیلم آن، رابطه همجنسگرایانه بین یک دختر نوجوان و یک دانشجوی هنر با موهای آبی را نشان می‌دهد.

## حیوانات

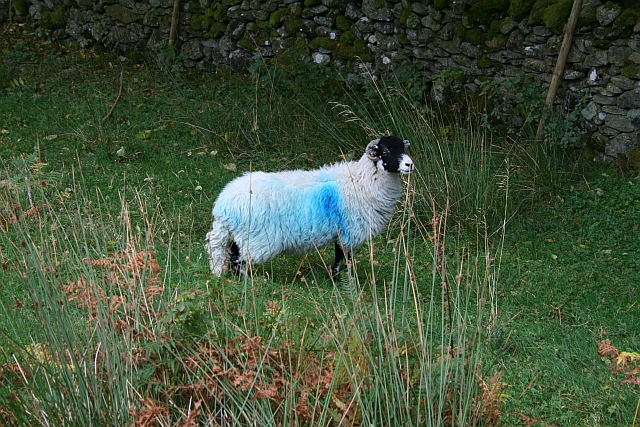
گوسفندهایی که با رنگ آبی مشخص شده‌اند

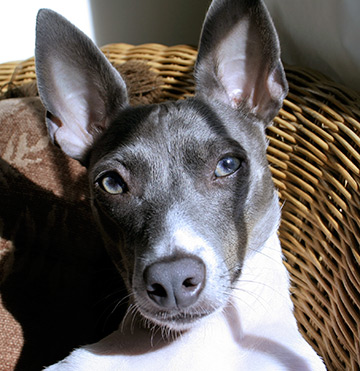
نمونه ای از رت‌تریر با موهی آبی. به رنگدانه‌های بی‌رنگ یا رنگ پریده بینی و چشم توجه کنید.

برخی از انواع خرگوش‌های با موهای آبی، پرورش داده شده‌اند مانند نژاد بلژیکی، نیکولاس بلو. این نژاد با رنگ آبی آسمانی روشن و یک طره سفید می‌باشد. نژادهای دیگر خرگوش، آبی تیره‌تر هستند و حدود ۴۵ سایه یا بافت مختلف برای آنها تعریف شده است.
چندین نژاد سگ وجود دارد که ممکن است پرز روکش آبی داشته باشند از جمله Kerry Blue Terrier , Bluetick Coonhound و Grand Bleu de Gascogne. سگهایی که پرز روکش آبی دارند اغلب مستعد حساسیت پوستی هستند.
پشم گوسفند ممکن است به‌طور طبیعی به رنگ خاکستری-آبی باشد، مانند گوسفند آبی هیمالیا.

## رویکردهای اجتماعی
۷۱٪ از بزرگسالانی که در سال ۲۰۰۲ توسط کریسچن ساینس مانیتور مورد نظرسنجی قرار گرفتند، بیان کردند که به کودک ۱۲ ساله خود اجازه نمی‌دهند موهای خود را آبی رنگ کند. بیزاری اجتماعی از رنگ مو می‌تواند منجر به تعلیق از مدرسه و از دست دادن شغل شود. «تأثیر موی آبی» به عنوان استعاره‌ای برای فاصله اجتماعی استفاده شده است.